# باريس في القرن الثامن عشر

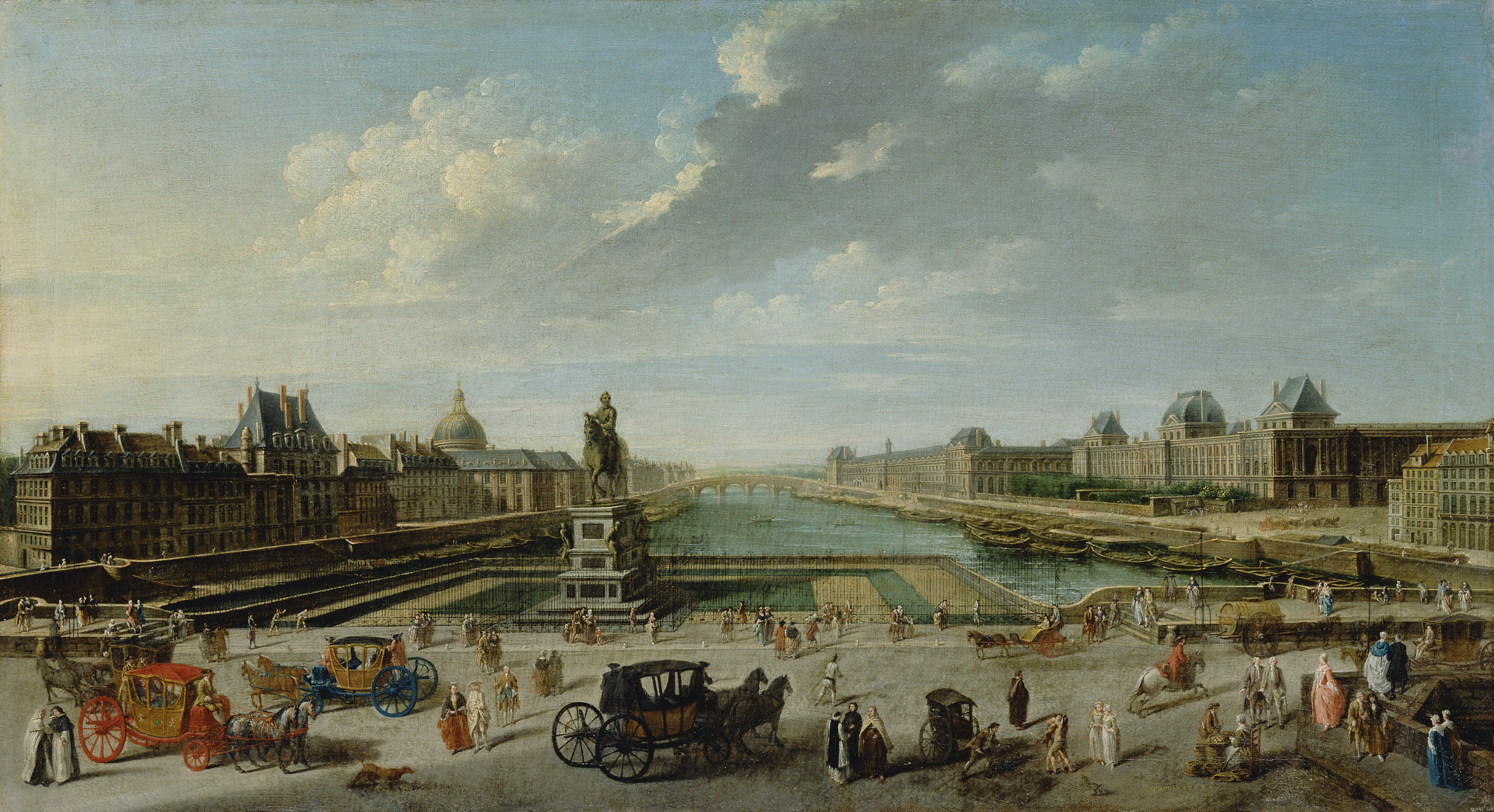

في القرن الثامن عشر عُدّت باريس أكبر مدينة في أوروبا بعد لندن، إذ بلغ تعداد سكانها ما يقارب 600 ألف نسمة. وشهدت باريس في نفس القرن إنشاء ميدان فاندوم، وميدان الكونكورد، والشانزلزيه، وكنيسة ليزانفاليد، ومقبرة العظماء (بانثيون)، وإنشاء متحف اللوفر. إضافة إلى ذلك شهدت باريس نهاية عهد لويس الرابع عشر، وتبوّأت مركز الصدارة في عصر التنوير، وكانت المسرح الرئيسي لأحداث الثورة الفرنسية، ومنها انطلقت أول رحلة طيران مأهولة، وكانت منشأ موضة الأزياء الراقية والمطاعم الحديثة.

## باريس في نهاية حكم لويس الرابع عشر

### «روما الجديدة»
لم يثق لويس الرابع عشر بأهل باريس؛ ففي صغره، أُجبر على الفرار من المدينة مرتين، ولم تمّحِ تلك الذكرى من باله. نقل لويس الرابع عشر محل إقامته من قصر التويلري إلى قصر فرساي في العام 1671، ثم نقل بلاطه الملكي بالكامل إلى قصر فرساي في العام 1682. إلا أنه مع كره لويس لأهل باريس، فقد أراد أن تمثّل باريس صرحًا لتخليد مجده؛ وهكذا أعلن في العام 1666 عن رغبته في أن «يحذو في باريس حذو أغسطس في روما». وأغنى المدينة بساحات جديدة ومباني عامة، يُذكر منها: كلية الكاتر ناسيون (1662-1672)، وجسر بون رويال في العام 1685، وفي العام ذاته شرع ببناء ميدانين ضخمين جديدين هما: بلاس دي فيكتوري وبلاس لو جراند، (ميدان فيندوم حاليًا).
بالإضافة لذلك أنشأ هوتيل ديزانفاليد (1671 – 1678)، ليكون سكنًا ومشفى لجرحى الجنود. في العام 1699، وُضع تمثال ضخم للملك معتليًا فرسه في وسط ميدان فيندوم. خلال سنوات حكمه، أنفق لويس الرابع عشر أكثر من 200 مليون جنيه فرنسي في تشييد مبانٍ جديدة، وأُنفق منها 10% في باريس وحدها؛ ذهبت عشرة ملايين منها لترميم متحف اللوفر وقصر التويلري؛ وخُصص 3.5 مليون منها لمصانع غوبيلن وسافونيري الجديدة؛ وأنفق ما يزيد عن 2 مليون بقليل في مجمع ليزانفاليد.
وشُيّدت العديد من الكنائس الجديدة كذلك في عهد لويس الرابع عشر، رغم أن تاريخ إتمامها امتدّ حتى القرن الثامن عشر؛ كان من بين هذه كنيسة سان سوبليس التي وضعت حجر أساسها آن ملكة النمسا في العام 1646، ولم ينته بناؤها حتى العام 1745؛ وكنيسة سان روش، التي بدأ العمل ببنائها في العام 1653 وأُنجز في العام 1740؛ وكنيسة القديس نيكولا دو شاردونيت (1656 -1765)؛ وكنيسة القديس توما دكوين (1683 – 1770).
غيّر لويس الرابع عشر حدود المدينة تغييرًا جذريًا؛ إذ ارتأى أن باريس ليست في مأمن من الهجمات المعادية، وأمر بهدم المحيط القديم من الجدران والتحصينات، واستبدال بوابات المدينة القديمة بأقواس احتفالية تخليدًا لانتصاراته: باب سان دوني (1672) وباب سان مارتين (1674). هُدمت الجدران واستُبدلت بشوارع عريضة مشجّرة، أصبحت في القرن الثامن عشر أكثر متنزهات المدينة شعبية لدى الباريسيين.
تميّزت إدارة المدينة بتعقيدها وتقسيم اختصاصاتها المتعمد، وذلك بغية إبقاء المدينة تحت السلطة الملكية الصارمة. وهكذا لم يكن حاكم باريس، المنصب الذي شغله دوق، سوى منصب فخري بحت، مثله مثل منصب عمدة باريس، الذي كان يشغله سابقًا أحد كبار التجار، ولكن شغله في أوائل القرن الثامن عشر أحد أفراد طبقة النبلاء. اقتُسمت السلطات تلك مع مراقب باريس، والذي كان من أشرف النبلاء يضطلع بواجبات مبهمة إلى حد ما، ومكتب المدينة، والمدعي العام للبرلمان، والملازم المدني في قلعة شاتليه، ووزير الدولة لعائلة الملك، الذي حمل لقب «وزير باريس»، رغم كونه منضويًا تحت المراقب المالي العام. أُنشئ منصب الملازم العام لشرطة باريس في عام 1667، وأُسنِد إلى غابرييل نيكولا دو لا ريني، أول مأمور شرطة في المدينة، والذي تحول إلى منصب يشابه منصب نائب وزير. ومع اضطلاع المناصب السابقة بشيء من شؤون المدينة، فقد جرت العادة أن يؤول أمر القرارات المهمة إلى الملك ومستشاريه.
بالرغم من عظمة النُصب الجديدة، فقد بقي وسط المدينة في بداية القرن الثامن عشر شديد الازدحام، ومظلمًا، وينضح بالأمراض، ولا يصله سوى القليل من الضوء، والهواء، ومياه الشرب. كما اتّسم بالخطورة رغم تركيب أول مصابيح معدنية في الشوارع الرئيسية وتوسيع رقابة الشرطة الليلية إلى أربعمائة رجل.
هذا واتسمت السنوات الأخيرة من عهد لويس الرابع عشر الطويل بكوارث طبيعية ألحقت قدرًا كبيرًا من المعاناة بأهل باريس. افتُتحت تلك السنوات بموسم حصاد سيء أعقبته مجاعة في شتاء العام 1692-1693. عُمد إلى بناء عشرات الأفران الكبيرة في باحة متحف اللوفر لصنع الخبز للمحتاجين، لكن أدى توزيع الأرغفة في النقاط الرئيسية حول المدينة إلى اندلاع الاصطدامات وأعمال الشغب. في شتاء ذلك العام، أودى الجوع يوميًا بحياة أربعة عشر أو خمسة عشر شخصًا في مستشفى أوتيل ديو المجاور لكاتدرائية نوتردام. في شتاء العام 1708-1709    مرّت باريس مرة أخرى بموسم حصاد رديء وشتاء قارس، إذ هبطت درجات الحرارة إلى أقل من 20 درجة مئوية. تجمد نهر السين من 26 يناير حتى 5 أبريل، وهو ما جعل إيصال الحبوب إلى المدينة بالقوارب ضربًا من المستحيل. خلال صيف العام 1709، أعلنت الحكومة عن إنشاء ورش عمل للفقراء والعاطلين عن العمل، مقابل حصولهم على رطل ونصف من الخبز و2 سو عن كل يوم عمل. وهكذا اصطف ستة آلاف شخص قبل الفجر بالقرب من بوابة سان مارتين للتقدّم على ألفي وظيفة متاحة. تبع ذلك أعمال شغب، وهاجمت الحشود سوق لي ال، واضطر الفرسان إلى احتلال الشوارع والساحات الرئيسية لإعادة بسط النظام. بدأ ظهور لافتات تنتقد الملك وحكومته على أبواب المدينة والكنائس والساحات الرئيسية.
في 28 أغسطس 1706، زار لويس الرابع عشر باريس للمرة الأخيرة ليشهد بناء الكنيسة الجديدة ذات القبة المذهبة الكبيرة والتي كان يبنيها لهوتيل ديزنفاليد.  توفي الملك في 1 سبتمبر 1715. كتب لويس دي روفروي، دوق سان سيمون، في مذكراته قائلًا إنه عند ورود نبأ وفاة الملك فإن «الشعب المنكوب، المكبّل، واليائس، قد حمِد الله».